# Quettreville-sur-Sienne (Quettreville-sur-Sienne)
Quettreville-sur-Sienne ist eine Ortschaft und eine ehemalige französische Gemeinde mit 1.441 Einwohnern (Stand 1. Januar 2022) im Département Manche in der Region Normandie. Sie gehörte zum Arrondissement Coutances.
Mit Wirkung vom 1. Januar 2016 wurden die früheren Gemeinden Quettreville-sur-Sienne und Hyenville zur namensgleichen Commune nouvelle Quettreville-sur-Sienne zusammengeschlossen und haben in der neuen Gemeinde den Status einer Commune déléguée. Der Verwaltungssitz befindet sich im Ort Quettreville-sur-Sienne.

## Lage
Der Ort Quettreville-sur-Sienne liegt im Südwesten der Halbinsel Cotentin am Fluss Sienne, etwa fünf Kilometer östlich der Küste des Golfes von Saint-Malo und 20 Kilometer nordnordöstlich von Granville. Der frühere Bahnhof lag an der Bahnstrecke Lison–Lamballe.

## Bevölkerungsentwicklung
| Jahr                       | 1962 | 1968 | 1975 | 1982 | 1990 | 1999 | 2006 | 2013 |
| -------------------------- | ---- | ---- | ---- | ---- | ---- | ---- | ---- | ---- |
| Einwohner                  | 1025 | 1003 | 923  | 1013 | 1113 | 1239 | 1380 | 1470 |
| Quellen: Cassini und INSEE |      |      |      |      |      |      |      |      |

## Sehenswürdigkeiten
- Kirche Notre-Dame-et-Sainte-Agathe aus dem 14. Jahrhundert
- Schloss Badin
- Herrenhaus Surcouf

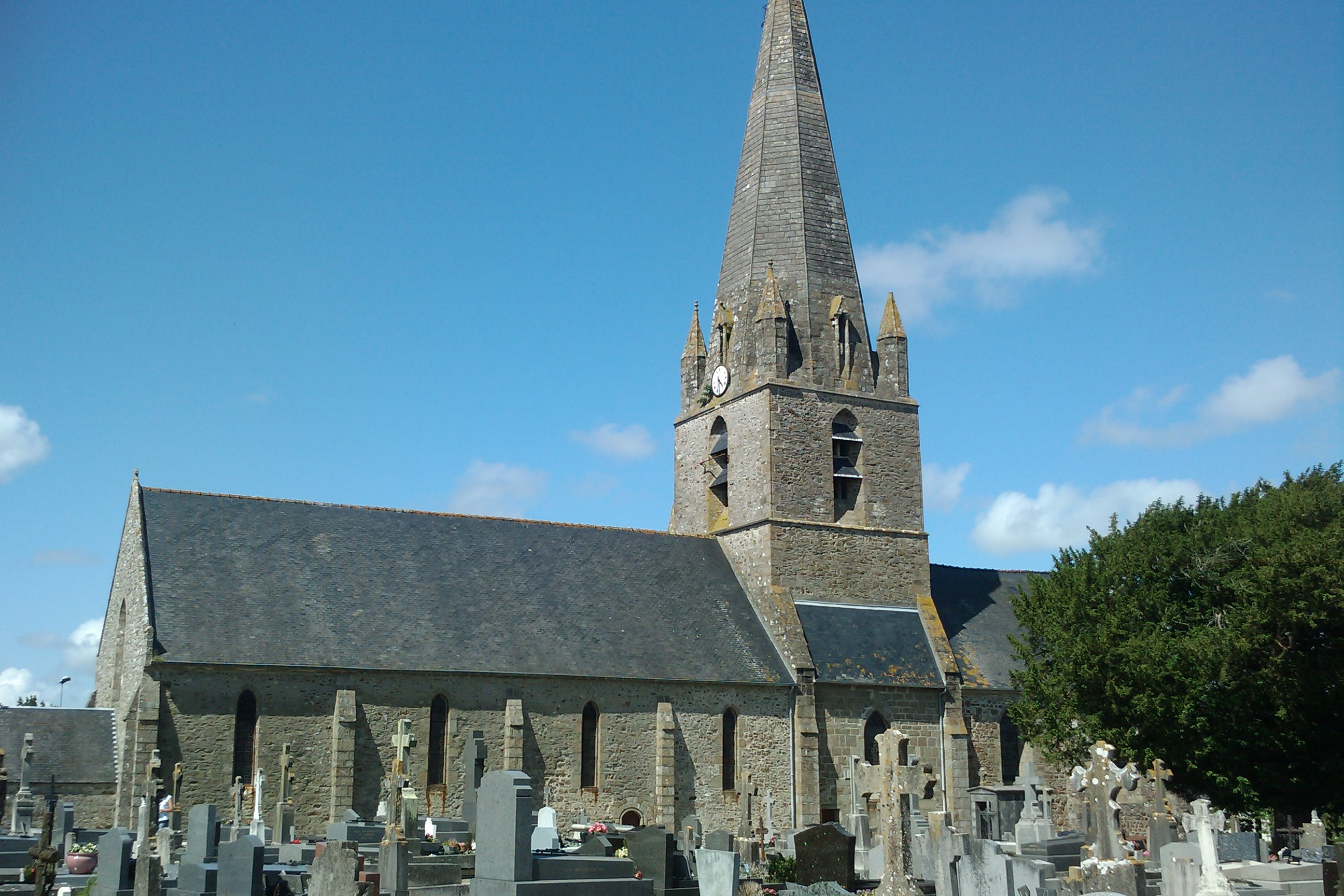
Kirche Notre-Dame-et-Sainte-Agathe
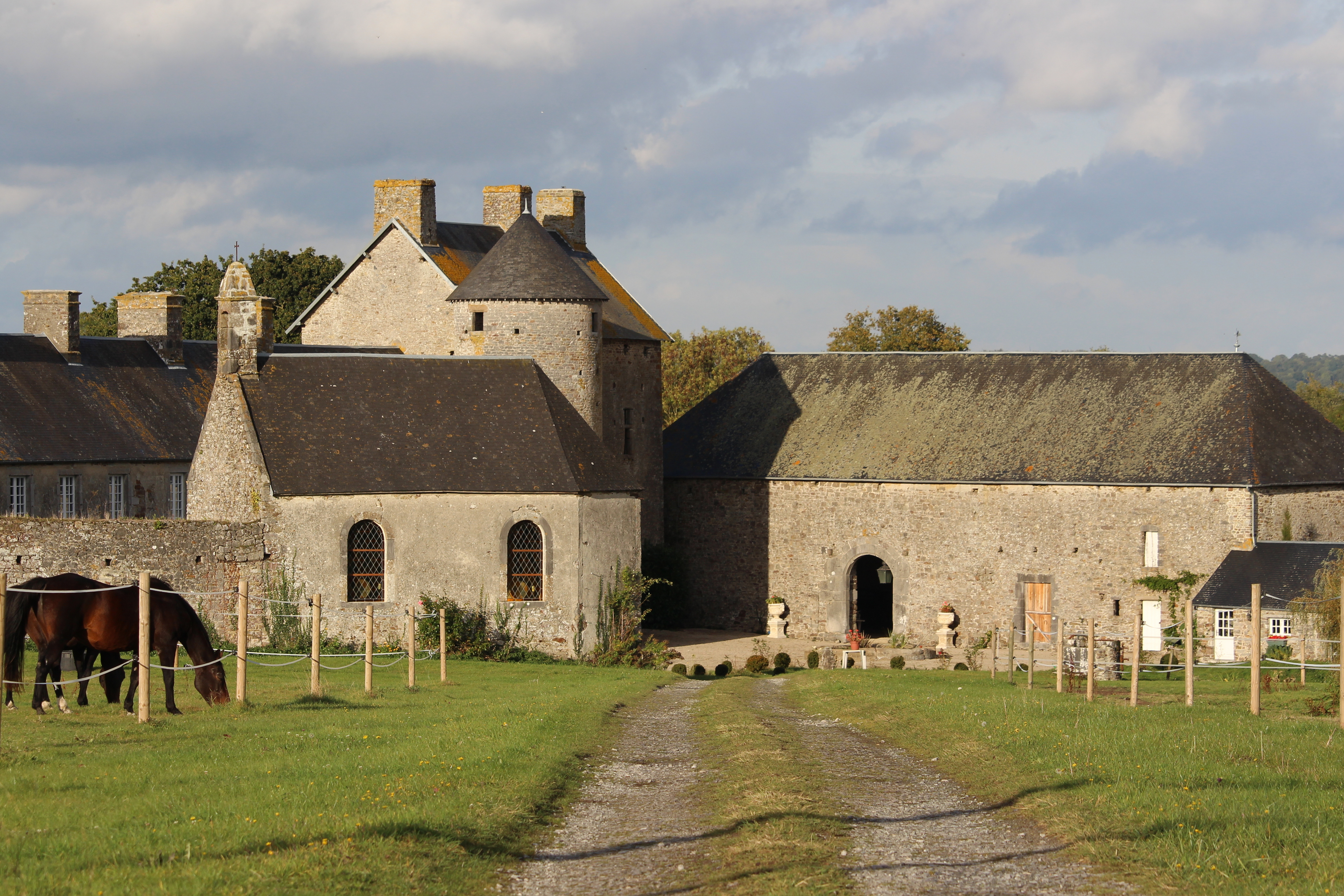
Herrenhaus-Ensemble
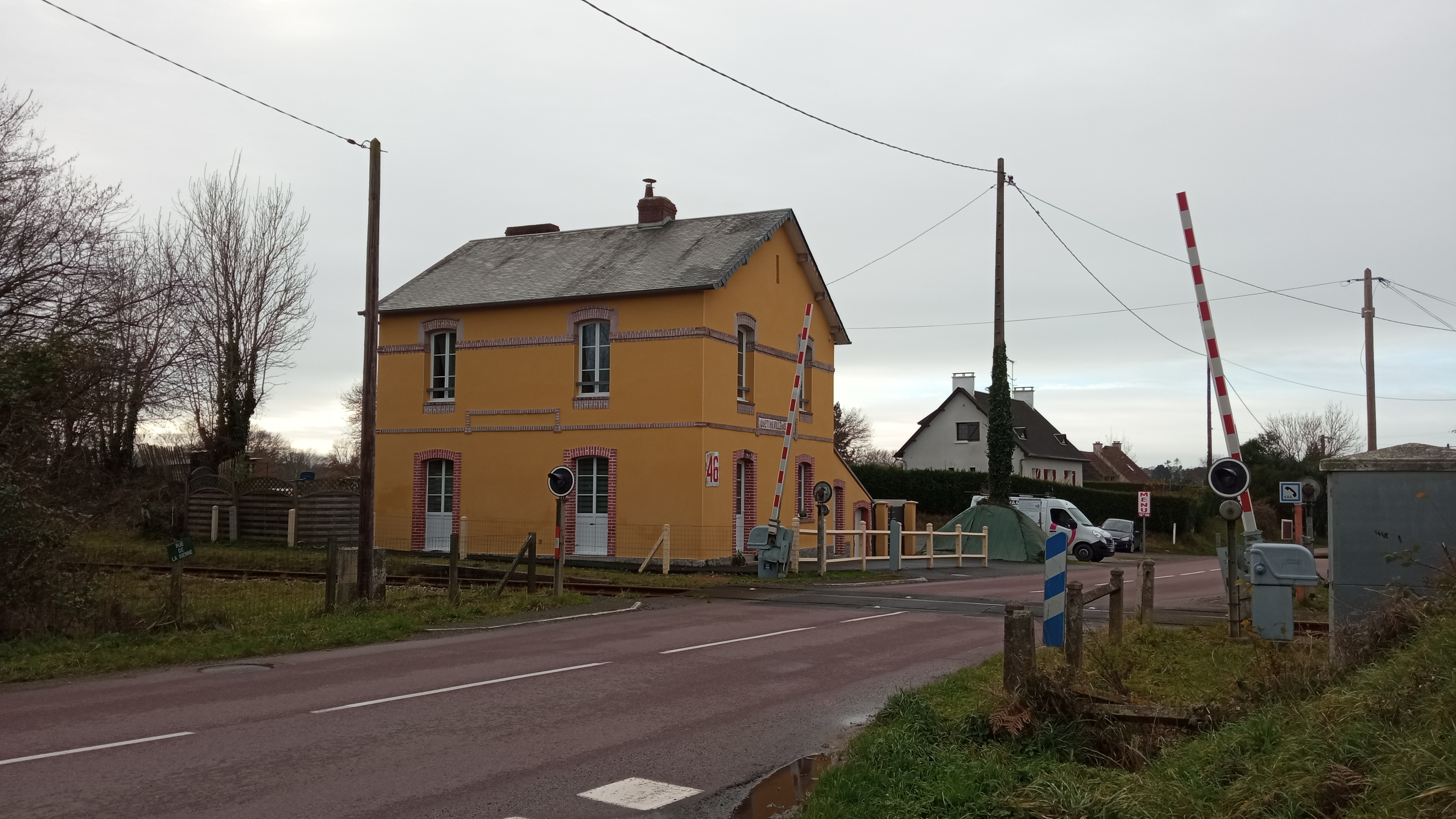
Ehemaliger Bahnhof

## Belege
1. ↑  Erlass der Präfektur ASJ/22-2015 über die Bildung der Commune nouvelle Quettreville-sur-Sienne vom 1. Dezember 2015.